# Зовнішня сила
Зо́внішні си́ли — сили взаємодії між розглядуваним елементом конструкції та пов'язаними з ним тілами. Зовнішні сили можуть бути класифіковані за декількома ознаками.

## Класифікація зовнішніх сил

### За видом розміщення точок прикладання сил до тіла
Якщо зовнішні сили є результатом безпосередньої контактної взаємодії даного тіла з іншими тілами, то вони прикладені до точок поверхні тіла в місці контакту і називаються поверхневими силами. Систему зовнішніх сил, прикладених до тіла, називають навантаженням. Навантаження, яке зосереджене в точці може бути у вигляді зосередженої сили Р (Н, кН, МН) або зосередженого моменту М (Н·м, кН·м, МНм).
Поверхневі сили можуть бути неперервно розподіленими по всій поверхні тіла або її частині, наприклад, тиск пари в котлі, вітрове та снігове навантаження, тиск газу в циліндрі двигуна.
Навантаження, що припадає на одиницю площі називається інтенсивністю навантаження. Її, як правило позначають p і виражають в Пасклях (Па) або кратних йому одиницях (кПа, МПа, ГПа). Часто навантаження, розподілене по поверхні зводять до головної площини, унаслідок чого утворюється навантаження, розподілене уздовж лінії (лінійне навантаження або погонне навантаження). Інтенсивністю такого навантаження q (Н/м, кН/м, МН/м) називають навантаження, що припадає на одиницю довжини лінії. Інтенсивність може бути змінною по цій довжині. Характер зміни навантаження, як правило, показують у вигляді епюри (графіка).
У разі рівномірно розподіленого навантаження q — епюра прямокутна. У разі дії гідростатичного тиску епюра навантаження трикутна. Бувають епюри і складніших видів.
Зазначимо, що рівнодійна розподіленого навантаження чисельно дорівнює площі його епюри і прикладена в центрі її ваги.
Якщо навантаження розподілене по невеликій частині поверхні тіла то його зазвичай замінюють рівнодійною у вигляді зосередженої сили P чи зосередженого моменту M (пари сил).
Бувають такі навантаження, які не є наслідком контакту двох тіл, наприклад власна вага, сила інерції тіла що рухається тощо. Ці сили, прикладені в кожній точці об'єму, які займає тіло, і тому називають масовими або об'ємними.

### За характером зміни сили у процесі її прикладання
Якщо сила змінюється повільно і прискорення точок тіла, що виникають у результаті цієї зміни є малими, значить малими (у порівнянні з іншими силами) є і сили інерції, то ними можна знехтувати і вважати навантаження статичним. Прикладом може бути навантаження від снігового покриву дахової конструкції. Якщо ж прискорення, що виникають в процесі прикладання зовнішньої сили і сили інерції не є малими у порівнянні з іншими силами, то такі зовнішні сили називають динамічними. Наприклад сили, що виникають при русі кабіни ліфта. У випадку, коли зміна сили відбувається в дуже короткий термін, то таке динамічне навантаження називають ударним. Наприклад, сили, що виникають при забиванні залізобетонної палі молотом.
Зустрічаються динамічні навантаження, що характеризуються періодичною зміною їх величини у часі, в окремому випадку за гармонічним законом. Такі сили називають циклічними. Під впливом таких сил можуть виникати коливання (вібрації) тіла.

### За тривалістю впливу на конструкцію
Навантаження, що діє на тіло (конструкцію) неперервно, називається сталим (наприклад, вага); якщо навантаження діє у певні проміжки часу, то воно називається тимчасовим (наприклад, навантаження на міст при проїзді транспорту по ньому). Таке тимчасове навантаження може бути регулярним (повторятися з певною періодичністю) і випадковим (сейсмічні сили).